# Holzdraht
Holzdraht ist ein dünnes und lang geformtes Stück Holz mit annähernd kreisförmigem oder quadratischem Querschnitt. Der etwa zwei Millimeter dicke Draht wurde durch Zerspanen mittels spezieller Hobel oder durch Spalten eines Furniers hergestellt und zu Holzgeweben, Zahnstochern, vor allem aber Zündhölzern verarbeitet. Ähnliche Produkte sind Holzwolle und gehobelte Fidibusse. Holzdraht ist ein Halbzeug.

## Geschichte
Anfang des 19. Jahrhunderts wurde Holzdraht in Handarbeit gehobelt. Im Böhmerwald gehörten die Holzdrahthobler zu den sogenannten Holzbitzlern, die diese Arbeit als Saisonarbeiter erledigten. Der spezielle Röhrchenhobel für runden Holzdraht wurde 1821 in Wien von Heinrich Weilhöfer erfunden und in Stephan Rómers Fabrik zur Produktion von Tunkhölzern eingesetzt.
Schon ab 1845 wurde der Röhrchenhobel mechanisiert. Im Jahr 1893 wird von Holzdrahtmaschinen berichtet, die runde Schäfte für sechs Millionen Zündhölzer an einem zehnstündigen Arbeitstag herstellen konnten. Der gehobelte Holzdraht wurde durch den fortschrittlichen, quadratischen, schwedischen Draht vom Markt verdrängt. 1844 gab es erste Schälmaschinen, auf denen ein ca. zwei Millimeter starkes Furnier geschnitten werden konnte. Es folgte die Holzdrahtabschlagmaschine, auf der das Furnier in Holzdrähte gespalten wird.
Am Attersee und im Salzkammergut gab es in den Jahren 1920 bis 1976 bis zu vier Holzdrahterzeuger, die Drähte mit maschineller Unterstützung hobelten und deren Qualität der Ware aus dem Böhmerwald überlegen war. Geliefert wurde nach Frankreich. Ein Hersteller verarbeitete im Jahr etwa 50–60 Festmeter Stammholz zu durchschnittlich etwa 6 Millionen Holzdrähten.

## Herstellung

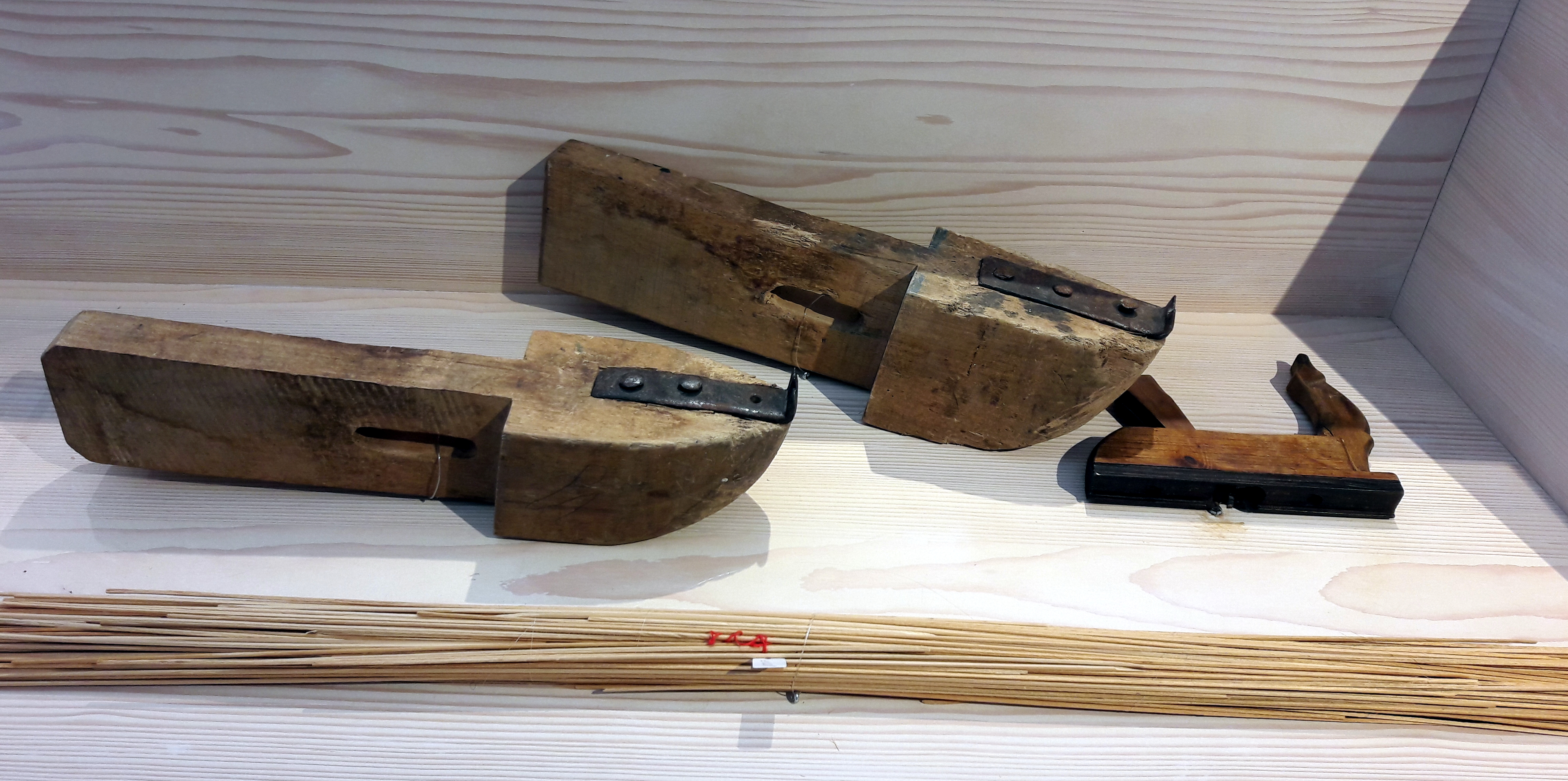
Geräte zur Herstellung von Holzdraht, Waldmuseum Zwiesel

Die Holzdrähte wurden aus gewässertem, astfreiem Fichtenholz hergestellt. Handgehobelter Draht für Zündhölzer hatte oft nur eine Länge von etwa 20 Zentimeter und wurde geviertelt. Für andere Anwendungen oder aus maschineller Fertigung gab es Drähte in Längen von ein bis zwei Metern. Statt Hobeln mit einer Schneide gab es spezielle Hobel, die unter ihre Sohle mehrere trichterartige und scharfkantige Röhrchen trugen. Diese schnitten den Draht aus dem Holz. Andere Hobel hoben wie üblich einen Span ab, der im gleichen Zug durch acht ovale Messer in die gleiche Zahl Holzdrähte zerteilt wurde.
Holzdraht mit quadratischem Querschnitt wird aus Furnieren hergestellt und ist meist aus Espen-, seltner aus Pappelholz. Das etwa zwei Millimeter starke Furnier wird von entrindeten Stammabschnitten abgeschält und dann quer zur Holzfaser in Bahnen zerschnitten, deren Breite die Länge des Drahts bestimmt. Das Furnierband wird auf der Holzdrahtabschlagmaschine in einzelne Drähte gespalten, die heiß getrocknet werden.

## Verwendung
In Paris hatte der deutschstämmige Ingenieur Hermann Ballauff Verfahren entwickelt, um Holzdraht auf Webstühlen zu Rollos und Jalousien zu weben. Daneben wurden Matten aus Holzdraht für die Camembert-Herstellung gefertigt. Seine 1872 gegründete Firma produziert heute noch nach den von ihm entwickelten Verfahren Holzgewebe (französisch bois-tissé; Stand März 2020).